# 海恩施皮茨
海恩施皮茨是德国图林根州的一个市镇。总面积5.28平方公里，总人口720人，其中男性356人，女性364人（2011年12月31日），人口密度136人/平方公里。